# 坡头泰山庙
38°09′46″N 113°34′34″E / 38.16278°N 113.57611°E
坡头泰山庙位于中国山西省盂县北下庄乡坡头村，2006年被列为第六批全国重点文物保护单位。
坡头泰山庙始建年代不详，重建于元至正七年（1347年）。庙坐北朝南，占地3240平方米，现存石牌坊、山门、正殿、后殿及两侧的钟鼓楼、配楼、耳房、关帝殿、奶奶殿等建筑，其中正殿和后殿为元代遗构，余为明清建筑。正殿面阔三间，进深四椽，硬山顶，斗栱四铺作单下昂，梁架结构为前劄牵对三椽栿通檐用三柱。后殿面阔三间，进深四椽，悬山顶，斗栱四铺作单下昂，梁架结构为四椽栿通檐用二柱。